# Christopher Frank
Christopher Frank (Beaconsfield, 5 december 1942 - Parijs, 20 november 1993) was een Frans schrijver, scenarist en filmregisseur van Britse afkomst.

## Leven en werk

### De beginjaren
Christopher Frank werd geboren in Beaconsfield, een stadje gelegen ten noordwesten van Londen. Op 13-jarige leeftijd verliet hij Engeland om in Deauville te komen studeren.
Na zijn studies probeerde hij zijn weg te vinden in de Engelse toneelwereld. In Londen werkte hij onder meer als vertaler en als fotograaf aan het Royal Court Theatre. Daarna vestigde hij zich voorgoed in Parijs waar hij probeerde aan de bak te komen als schrijver en als scenarist. 

### Roman- en scenarioschrijver
In 1967 debuteerde hij als romancier met de toekomstroman Mortelle. In 1972 behaalde hij de prestigieuze Prix Renaudot met zijn tweede roman La nuit américaine. In 1974 kende hij zijn eerste filmsucces met zijn scenario voor de tragikomedie Le Mouton enragé (Michel Deville). Een jaar later schreef hij met cineast Andrzej Żuławski het scenario voor de verfilming van La nuit américaine onder de titel L'important c'est d'aimer. De regisseur maakte er een onthutsend complex drama van. Romy Schneider werd voor haar aangrijpende vertolking bedacht met de allereerste César voor beste actrice.
In zijn derde roman, Le rêve du singe fou (1976), schoof Frank zijn voorkeur voor duistere ingewikkelde personages en voor vreemde obscure situaties nog duidelijker naar voor. Later werkte hij zijn boek om tot een scenario dat in 1989 de basis vormde voor een succesvolle thriller door de Spaanse cineast Fernando Trueba. Er volgden nog drie romans en een autobiografie. Hij bleef ook scenario's schrijven, waaronder meermaals voor Pierre Granier-Deferre en voor de twee enige films die Alain Delon regisseerde. 

### Filmregisseur
Vanaf 1981 besloot Frank zich te focussen op het regisseren. Zijn debuut Josepha (1982), een relatiedrama dat zich afspeelt in het toneelmilieu, was de verfilming van zijn gelijknamige roman uit 1979. In opvolger Femmes de personne (1984), toonde hij zich een meester in het portretteren en regisseren van enkele vrouwen die allen af te rekenen hebben met relationele zorgen. Zijn derde film, de sensuele thriller L'Année des méduses (1984), was eveneens gebaseerd op een roman van zijn hand. Ook in die film werden de personages op dezelfde psychologische manier geanalyseerd. Hoofdvertolkster Valérie Kaprisky, in een van haar eerste provocerende rollen van manipulerende jonge vrouw, lag voor een belangrijk deel aan de basis van het commercieel succes van de film. Daarop draaide Frank nog twee drama's maar zowel Spirale (1987) als zijn laatste film, de dramatische thriller Elles n'oublient jamais (1994), flopten aan de Franse kassa. Elles n'oublient jamais deed qua thematiek erg denken aan Fatal Attraction (1987).
Frank overleed in 1993 op 50-jarige leeftijd aan een hartinfarct toen hij Elles n'oublient jamais aan het monteren was.

### Proza
- Mortelle, Éditions du Seuil, 1967
- La Nuit américaine, Éditions du Seuil, 1972
- Le Rêve du singe fou, 1976
- Josepha, 1979
- Le Chevalier et la Reine, 1981
- L'Année des méduses, 1984
- Je ferai comme si je n'étais pas là, Éditions du Seuil, 1989 (autobiografie)

### Toneel
- 1971 - La Mort de Lady Chatterley,  L'Avant-Scène
- 1977 - Adieu Supermac

## Filmografie

### Scenarist
- 1974 - Le Mouton enragé (Michel Deville)
- 1975 - L'important c'est d'aimer (Andrzej Żuławski)
- 1977 - Les Passagers (Serge Leroy)
- 1977 - Attention, les enfants regardent (Serge Leroy)
- 1977 - L'Homme pressé (Edouard Molinaro)
- 1979 - La Dérobade (Daniel Duval)
- 1979 - Clair de femme (Costa-Gavras)
- 1980 - Trois Hommes à abattre (Jacques Deray)
- 1981 - Eaux profondes (Michel Deville)
- 1981 - Josepha (Christopher Frank)
- 1981 - Pour la peau d'un flic (Alain Delon)
- 1981 - Une étrange affaire (Pierre Granier-Deferre)
- 1983 - Le Battant (Alain Delon)
- 1983 - Femmes de personne (Christopher Frank)
- 1983 - L'Année des méduses (Christopher Frank)
- 1983 - L'Ami de Vincent (Pierre Granier-Deferre)
- 1986 - Cours privé (Pierre Granier-Deferre)
- 1987 - Malone, un tueur en enfer (Harley Cokeliss)
- 1987 - Spirale (Christopher Frank)
- 1992 - L'Atlantide (Bob Swaim)
- 1994 - Elles n'oublient jamais (Christopher Frank)

### Filmregisseur

#### Lange speelfilms
- 1982 - Josepha
- 1984 - Femmes de personne
- 1984 - L'Année des méduses
- 1987 - Spirale
- 1994 - Elles n'oublient jamais

#### Televisie
- 1989 - Adieu Christine
- 1990 - La Seconde (naar de gelijknamige roman van Colette)
- 1990 - Julie de Carneilhan (naar de gelijknamige roman van Colette)
- 1992 - La Femme de l'amant

## Adaptaties
- Zijn roman La Nuit américaine werd in 1975 verfilmd door Andrzej Żuławski onder de titel L'important c'est d'aimer.
- Zijn roman Le Rêve du singe fou werd in 1989 verfilmd door Fernando Trueba onder de titel El sueño del mono loco. De film werd in 1990 bekroond met zes Goyas.
- Christopher Frank verfilmde zelf zijn romans Josepha en L'Année des méduses.

## Filmnominaties
- 1982: Une étrange affaire : César voor beste bewerkt script
- 1983: Josepha : César voor beste debuutfilm